# 彭玲
彭玲（1966年9月—），法国国家科学研究中心教授、中国药科大学客座教授，研究方向为药物化学与药剂学。提出以自组装树枝状分子作为药物传递和基因治疗的概念，在国际专业期刊发表论文百余篇，中华人民共和国教育部第二批“长江学者”特聘教授。本科毕业于中国南京大学高分子化学，1993年获得苏黎世瑞士联邦理工学院自然科学博士学位。后在法国斯特拉斯堡的巴斯德大学药学院从事博士后研究，1997年起在法国国家科学研究中心工作。2015年10月在中国药科大学任客座教授。